# Terrakotta-Schwertlilie
Die Terrakotta-Schwertlilie (Iris fulva), auch Kupfer-Schwertlilie genannt, ist eine Pflanzenart aus der Gattung der Schwertlilien (Iris) innerhalb der Familie der Schwertliliengewächse (Iridaceae).

## Merkmale
Die Terrakotta-Schwertlilie ist eine ausdauernde krautige Pflanze, die ein kompakt verzweigtes Rhizom als Überdauerungsorgan bildet. Sie erreicht Wuchshöhen von (30) 45 bis 90 Zentimeter. Die Blätter messen 60 bis 100 × 1,5 bis 2,5 Zentimeter und sind grün und oben überhängend. Die 1 bis 2 Blüten haben einen Durchmesser von 5,5 bis 6,5 Zentimeter. Die Hängeblätter sind rot, kupferrot oder orange, seltener gelb gefärbt und braun geadert. Die Kapsel hat 6 Rippen.
Die Blütezeit liegt im Juni.

## Vorkommen
Die Terrakotta-Schwertlilie kommt im Osten der USA im Tal des Mississippi von Illinois bis Louisiana auf tonigen Schwemmland-Sümpfen vor.

## Nutzung
Die Terrakotta-Schwertlilie wird selten als Zierpflanze für Rabatten genutzt. Sie ist seit spätestens 1811 in Kultur.

## Belege
- Eckehart J. Jäger, Friedrich Ebel, Peter Hanelt, Gerd K. Müller (Hrsg.): Exkursionsflora von Deutschland. Begründet von Werner Rothmaler. Band 5: Krautige Zier- und Nutzpflanzen. Springer, Spektrum Akademischer Verlag, Berlin/Heidelberg 2008, ISBN 978-3-8274-0918-8.